# 孟继笙
孟继笙（1851年—1939年）字洛川（又作雒川），山东章丘人，大商人孟传珊的第四个儿子，清末民初实业家。

## 生平
孟继笙自幼喜爱经营。每次随父亲到周村，就被当地的商业氛围吸引。十几岁时，父亲病逝，母亲将孟继笙交给三伯父孟传廷，孟传廷常带孟继笙参加经贸活动，使其商业经验不断增加。
此后，孟继笙很年轻时便主持矜恕堂的经营，使矜恕堂很快在族业中崛起，并且先后兼并了其他堂号，成为旧军孟氏工商业的主要代表。
1896年，孟继笙将周村泉祥总号迁到济南估衣市街，同瑞蚨祥绸布庄联号，周村改为分号。1910年，孟继笙改泉祥为茶叶专营商号，此后在福建、安徽、浙江等地设收茶点及制茶工厂，还在北京、天津、烟台、青岛等地设分号，而以周村分号规模最大，1930年代年纯利润达到6万元，较进恕堂的鸿祥多超过三成，列中国国内孟氏各个茶业商号之首。孟继笙常到周村泉祥视察，并在周村建公馆、娶姨太太。
1939年，孟继笙逝世。